# Animaniacs (jeu vidéo)
Animaniacs est un jeu vidéo de plates-formes sorti en 1994 sur Game Boy, Mega Drive et Super Nintendo. Le jeu a été développé et édité par Konami.
Le jeu s'inspire de la série d'animation Animaniacs.

## Système de jeu
Dans les industries Acme Labs, Minus et Cortex, les deux souris de laboratoire, ont comme toujours, un plan diabolique pour tenter de conquérir le monde. Cortex explique à son compagnon de cellule que cette fois-ci, ils vont voler le scénario du nouveau film de la Warner Studios, et réaliseront leur propre long métrage, puis, une fois le montage terminé, ils prendront l'argent gagné de leur succès et l'utiliseront pour conquérir le monde. Alors que les antagonistes grimpent dans un costume d'homme mécanique, Minus dit qu'il ne sait pas faire de films, tandis que le robot marché loin du laboratoire. Pendant ce temps-là, les Warner triplés Yakko, Wakko et Dot reçoivent de leur game portable un message du patron du studio, qui leur annonce que Minus et Cortex ont volé tous les scénarios de leurs nouveaux films. Les enfants mutants, avec force, courage et détermination, se lancent dans un voyage à travers les coulisses de la Warner industrie et récupèrent ainsi toutes les bobines du tournage et le scénario, mais les héros tombent dans un piège des antagonistes, qui, après des négociations infructueuses, tentent de les détruire avec le robot humanoïde de Cortex. Les triplés réussissent néanmoins à mettre hors d'état de nuire le géant de métal qui explose en morceaux. Le patron des studios, après que le scénario fut complètement achevé et les bobines furent entre de bonnes mains, remercie les Warner, et fut déçu de voir que le film ne contenait que les triplés après le visionnage. Les héros avouent fièrement qu'ils ont leur propre film, ils fêtent leur victoire en chantant leur thème musical. 
Après le générique final et le mot La Fin écrit en grand affiché, Cortex et Minus voyaient tout depuis leur télévision, on remarque que les deux souris ont retourné à leur cage après leur défaite, Cortex demande à son petit frère d'éteindre le poste, pour qu'il puisse se concentrer sur un nouveau plan à mettre sur pied pour demain soir. Minus lui demanda ce qu'ils feront demain, et son grand frère se retourne vers lui, le regard fâché et revenchard, répond qu'ils vont retenter de conquérir le monde, tandis que la musique de leur chanson thème se fit entendre sur le dernier plan de leur laboratoire lumineux dans le clair de lune scintillant. 

## Versions
- novembre 1994 : Super Nintendo
- 1994 : Mega Drive
- juillet 1995 : Game Boy